# Otto Fink (Fußballspieler)
Otto Fink (* 28. Juli 1930; † 6. Juli 2012 in Pfullingen) war ein deutscher Fußballspieler.
Der Angreifer kam vom VfL Pfullingen zum SSV Reutlingen 05. In der Oberligasaison 1954/55 trug Otto Fink mit 5 Saisontoren in 22 Ligaspielen für den SSV Reutlingen in der Oberliga Süd zur Vizemeisterschaft der Reutlinger bei und qualifizierte sich mit dem SSV somit für die Qualifikationsrunde der Endrunde um die deutsche Meisterschaft 1955. Dort fehlte Fink bei der 0:3-Niederlage des SSV Reutlingen gegen den SV Sodingen in der ersten Qualifikationsrunde wegen einer Verletzung. In der zweiten Qualifikationsrunde gegen Wormatia Worms war Otto Fink bei der 1:2-Niederlage seiner Reutlinger über die volle Spieldistanz im Einsatz.